# Plantago buchtienii
Plantago buchtienii är en grobladsväxtart som beskrevs av Pilger. Plantago buchtienii ingår i släktet kämpar, och familjen grobladsväxter. Inga underarter finns listade i Catalogue of Life.